# Strigoderma pygmaea
Strigoderma pygmaea är en skalbaggsart som beskrevs av Fabricius 1798. Strigoderma pygmaea ingår i släktet Strigoderma och familjen Rutelidae. Inga underarter finns listade i Catalogue of Life.